# Alejandra Morales
Alejandra Morales es una actriz mexicana actualmente retirada del medio artístico.

## Televisión
- La vida es una canción - América
- Lo que callamos las mujeres - Fanny
- La vida en el espejo - Helena Gutierréz
- Huracán  - Cinthya
- La paloma  - Alicia
- Las alas del pez  - Yerania
- Buscando el paraíso - Martha
- Mágica juventud - Yolanda
- Papá soltero - Linda
- Al filo de la muerte  - Patricia
- Nuevo amanecer  -  Ernestina

- Datos: Q16301125